# Руиенский район
Руиенский район (латыш. Rūjienas rajons) — бывший административный район Латвийской ССР с центром в городе Руиена, существовавший в 1949—1959 годах.
Руиенский район был создан 31 декабря 1949 года. С 8 апреля 1952 года по 25 апреля 1953 года Руиенский район был включён в состав Рижской области.
По данным на 1 марта 1954 года в районе было 2 города (Руиена и Мазсалаца) и 22 сельсовета. После укрупнения сельсоветов к 1 июля 1954 года их число сократилось до 13 (Вецатский, Вилпулкский, Ерский, Зиемельский, Ипикский, Кеньский, Лодский, Мазсалацкий, Наукшенский, Пиксарский, Раматский, Руйский и Сканькалинский).
Руиенский район был ликвидирован 11 ноября 1959 года, а его территория передана в Валмиерский район.